# Benched
Benched –  komediowy amerykański serial telewizyjny  wyprodukowany ABC Signature Studios oraz The Mark Gordon Company. Twórcami serialu są Michaela Watkins i Damon Jones. Serial był emitowany od 28 października 2014 roku do 30 grudnia 2014 roku przez USA Network.
15 stycznia 2015 roku, stacja anulowała serial po jednym sezonie

## Fabuła
Serial opowiada o Ninie, prawniczce, która przechodzi załamanie nerwowe, gdyż nie dostała awansu. Po tym wydarzeniu zaczyna pracę jako obrońca z urzędu.

## Obsada
- Eliza Coupe jako Nina Whitley[3]
- Jay Harrington jako Phil Quinlan
- Oscar Nunez jako Carlos[4]
- Jolene Purdy jako Micah[5]
- Carter MacIntyre jako  Trent Barber[6]

## Role drugoplanowe
- Maria Bamford jako Cheryl

## Odcinki
| Sezon | Sezon | Odcinki | Oryginalna emisja    | Oryginalna emisja | Oryginalna emisja | Oryginalna emisja | Oryginalna emisja |
| Sezon | Sezon | Odcinki | Premiera sezonu      | Finał sezonu      | Premiera sezonu   | Finał sezonu      |                   |
| ----- | ----- | ------- | -------------------- | ----------------- | ----------------- | ----------------- | ----------------- |
|       | 1     | 12      | 28 października 2014 | 30 grudnia 2014   | brak danych       | brak danych       |                   |

### Sezon 1 (2014-2015)
| #  | Tytuł                            | Reżyseria         | Scenariusz                    | Premiera             | Premiera     |
| -- | -------------------------------- | ----------------- | ----------------------------- | -------------------- | ------------ |
| 1  | Pilot                            | Michael Fresco    | Michaela Watkins, Damon Jones | 28 października 2014 | nieemitowany |
| 2  | Downsizing                       | Claire Scanlon    | Andy Berman                   | 4 listopada 2014     | nieemitowany |
| 3  | Hooked & Booked                  | Claire Scanlon    | Lindsey Shockley              | 11 listopada 2014    | nieemitowany |
| 4  | Sell It                          | Victor Nelli, Jr. | Damon Jones, Michaela Watkins | 18 listopada 2014    | nieemitowany |
| 5  | Shark, Actually                  | Tristram Shapeero | Joanna Calo                   | 25 listopada 2014    | nieemitowany |
| 6  | Rights & Wrongs                  | Victor Nelli, Jr. | John Enbom                    | 2 grudnia 2014       | nieemitowany |
| 7  | Curry Favor                      | John Enbom        | Michaela Watkins, Damon Jones | 9 grudnia 2014       | nieemitowany |
| 8  | Diamond Is a Girl's Worst Friend | Tristram Shapeero | Ben Smith                     | 16 grudnia 2014      | nieemitowany |
| 9  | A New Development                | Michael McDonald  | Jim Cashman                   | 23 grudnia 2014      | nieemitowany |
| 10 | Solitary Refinement              | Michael McDonald  | Jessica Conrad                | 23 grudnia 2014      | nieemitowany |
| 11 | Campaign Contributions           | Eric Appel        | Ari Berkowitz, Scott Hanscom  | 30 grudnia 2014      | nieemitowany |
| 12 | Brief Encounters                 | Eric Appel        | Andy Berman, Lindsey Shockley | 30 grudnia 2014      | nieemitowany |

## Produkcja
24 stycznia 2014 roku, stacja  USA Network zamówiła pierwszy sezon serialu, który składał się z 12 odcinków.